# Zrození Venuše (Bouguereau)
Zrození Venuše (francouzsky La Naissance de Vénus) je jeden z nejslavnějších obrazů malíře jménem William-Adolphe Bouguereau z 19. století. Nezobrazuje zrození Venuše z moře, ale její následné přemisťování ve skořápce (obrazová metafora pro vulvu) do kyperského města Paphos. Plátno obrazu je 3 metry vysoké a 2,2 metru široké. Námět a kompozice se podobá známějším Zrození Venuše od Sandra Botticelliho nebo Triumf Galatei od Raffaela Santiho.
Obraz je součástí trvalé sbírky v muzeu Musée d'Orsay v Paříži, ale momentálně se nachází v M. H. de Young Memorial Museum v San Franciscu jako součást výstavy Zrození impresionismu.